# Clethra rosei
Clethra rosei är en tvåhjärtbladig växtart som beskrevs av Nathaniel Lord Britton. Clethra rosei ingår i släktet Clethra och familjen Clethraceae. Inga underarter finns listade i Catalogue of Life.